# Chilonis (Tochter des Leotychidas)
Chilonis (altgriechisch Χιλωνίς Chilōnís, * um 290 v. Chr.), die Tochter des Spartaners Leotychidas, wurde mit dem viel älteren Prinzen Kleonymos verheiratet, der sie sehr liebte. Sie verachtete jedoch ihren Gatten und hatte sich in Akrotatos, den Großneffen von Kleonymos, verliebt. Dies zeigte sie ganz offen, so dass ganz Sparta hierüber sprach und man sie in Anlehnung an die Tochter des Pandareus geringschätzend Chelidonis nannte.
Als Chilonis sich schließlich von ihrem Ehemann ganz abwandte, verließ Kleonymos Sparta. Da er sich schon bei der Thronfolge übergangen fühlte, ermunterte er 272 v. Chr. Pyrrhos, die Stadt zu erobern. Pyrrhos belagerte die Stadt, während König Areus I., Vater des Akrotatos, sich mit einem Teil der Streitkräfte gerade in Kreta befand. Deshalb stiegen auch Frauen auf die Mauern, um die Stadt zu verteidigen, und Chilonis führte sie an. Als sich jedoch abzeichnete, dass die Angreifer die Stadt nehmen würden, zog sich Chilonis zurück und legte sich einen Strick um den Hals. Sie wollte lieber sterben als in die Hände von Kleonymos zu geraten. Dieser Selbstmordversuch schlug jedoch fehl. Akrotatos verließ schließlich mit 300 Mann die Stadt und konnte den Belagerern eine entscheidende Niederlage beibringen, die daraufhin abzogen. Als er in die Stadt zurückkehrte, feierte man ihn und von nun an akzeptierte man die Verbindung zwischen ihm und Chilonis.
262 v. Chr. fiel Akrotatos im Krieg und kurze Zeit später gebar Chilonis den gemeinsamen Sohn Areus.